# Жизлово (Московская область)
Жизлово — деревня в Можайском районе Московской области в составе Юрловского сельского поселения. Численность постоянного населения по Всероссийской переписи 2010 года — 20 человек. До 2006 года Жизлово входило в состав Юрловского сельского округа.
Деревня расположена в южной части района, на левом берегу реки Берега (приток Протвы), примерно в 22 км к юго-западу от Можайска, высота центра над уровнем моря 202 м. Ближайшие населённые пункты — Сокольниково на противоположном берегу реки и Кобяково в 1,5 км на север.